# ميليسا فورمان
ميليسا فورمان (بالإنجليزية: Melissa Forman)‏ هي مقدمة برامج إذاعية أمريكية، ولدت في 1970.